# Ingmar De Poortere
Ingmar De Poortere (n.27 de maio de 1984 em Gante) é um ciclista belga, especialista da ciclismo de pista.

## Palmarés em estrada
- 2006
  -     - 1.ª etapa da Volta da província d'Anvers

  - 3.º da Volta da província d'Anvers
- 2007
  -     - 5.ºa etapa da Tour de Lleida (contrarrelógio por equipas)
- 2011
  - 2.º da Volta da província d'Anvers

## Palmarés em pista

### Campeonato Mundial
- Ballerup 2010
  -  Medalha de bronze da americana (com Steve Schets)
- Apeldoorn 2011
  -     - 8.º da perseguição por equipas

  - 16.º da corrida por pontos
- Melbourne 2012
  - 11.º da perseguição individual

### Copa do mundo
- 2008-2009
  -     - 1.º da americana em Cali (com Tim Mertens)
- 2011-2012
  - 2.º da corrida por pontos a Cali

### Campeonato da Bélgica
- 2000
  -  Campeão da Bélgica da carreira aos pontos estreiantes
- 2001
  -  Campeão da Bélgica da americana juniores (com Nicky Cocquyt)
- 2006
  -  Campeão da Bélgica de perseguição por equipas (com Kenny De Ketele, Steve Schets e Tim Mertens)
- 2007
  -  Campeonato da Bélgica de Ciclismo em Pista Perseguição por equipas Campeão da Bélgica de perseguição por equipas (com Kenny De Ketele, Dominique Cornu e Tim Mertens)
  -  Campeão da Bélgica do scratch
  - 2.º da perseguição
  - 2.º da carreira por trás de derny
- 2008
  -  Campeão da Bélgica de perseguição por equipas (com Kenny De Ketele, Dominique Cornu e Tim Mertens)
  - 3.º da perseguição
  - 3.º da americana
- 2009
  -  Campeonato da Bélgica de Ciclismo em Pista Perseguição por equipas Campeão da Bélgica de perseguição por equipas (com Tim Mertens, Stijn Steels e Jeroen Lepla)
  - 2.º da perseguição
  - 2.º da america
- 2010
  -  Campeão da Bélgica da carreira aos pontos
  -  Campeão da Bélgica da americana (com Steve Schets)
  -  Campeão da Bélgica de perseguição por equipas (com Steve Schets, Jonathan Dufrasne  e Kenny De Ketele)
  - 2.º do omnium
  - 2.º da perseguição
  - 3.º da carreira por trás de derny
  - 3.º do quilómetro
- 2011
  -  Perseguição por equipas|Campeão da Bélgica de perseguição por equipas (com Gijs Van Hoecke, Justin Van Hoecke e Jonathan Dufrasne)
  -  Campeão da Bélgica da carreira aos pontos
  - 2.º do americana
  - 2.º do scratch
  - 2.º da perseguição
  - 3.º do omnium
- 2012
  - 2.º do americana
  - 3.º da perseguição

### UIV Cup
- 2006
  - UIV Cup esperanças, Rotterdam (com Tim Mertens)
  - UIV Cup esperanças, Berlim (com Tim Mertens)
  - UIV Cup esperanças, Copenhaga (com Tim Mertens)
  - Classificação geral da UIV Cup esperanças (com Tim Mertens)